# Carola Briceño
Carolina Briceño Peña, más conocida como Carola Briceño, es una periodista venezolana que ha trabajado en el diario El Nacional. Briceño ha sido coautora de una investigación relacionada con los hermanos Morón Hernández, sus esquemas de corrupción y sus presuntos vínculos con Nicolás Maduro Guerra, hijo de Nicolás Maduro. Como consecuencia, ha sido objeto de hostigamiento y de difamación en redes sociales.

## Educación
Briceño ha cursado estudios superiores en gobernabilidad, gerencia política y gestión pública en la Universidad Católica Andrés Bello, en Caracas, y la Universidad de Washington.

## Carrera

### Investigación de los hermanos Morón Hernández
Briceño colaboró en una serie de tres artículos, publicados el 10 de enero de 2023, relacionada con los hermanos Ricardo José y Santiago José Morón Hernández, quienes fueron sancionados por la Oficina de Control de Activos Extranjeros (OFAC) de Estados Unidos en julio de 2020 y presuntamente habrían participado en esquemas de corrupción relacionados con transacciones ilegales efectuadas por Nicolás Maduro Guerra, hijo de Nicolás Maduro.

### Campaña de acoso
A partir del 11 de enero de 2023, después de la publicación de los artículos, Briceño, su hija y su yerno han sido hostigados a través de cuentas anónimas relacionadas con el oficialismo en las redes sociales de Instagram y Twitter, acusados de “extorsionadores”. El presidente de El Nacional, Miguel Henrique Otero, denunció amenazas contra los familiares de tanto Briceño como de Ramón Hernández, coautor de la investigación, exigiéndoles que no publicaran más noticias. Los ataques han sido denunciados por el Instituto Prensa y Sociedad y la ONG Espacio Público. María Corina Machado, coordinadora de Vente Venezuela, denunció la intimidación en contra los periodistas y José Gregorio Meza (jefe de redacción de El Nacional), quien había sido llevado a prestar declaraciones ante autoridades gubernamentales, destacando que los hechos tenían lugar durante la visita del Alto Comisionado para los Derechos Humanos de las Naciones Unidas en Venezuela.

### Solicitud de asilo
El 25 de enero de 2023, Briceño renunció al Permiso de Protección Temporal (PPT) en Colombia para solicitar el estatus de refugio. No obstante, la cancillería colombiana sostuvo que el proceso no se había realizado y que por lo tanto no se le podía conceder el estatus. Briceño ha expresado su temor a represalias afuera de su país y a ser deportada, citando como ejemplo el caso de Lorent Saleh en 2014 como precedente. El 3 de febrero, ante la falta de respuesta del gobierno colombiano a su solicitud y al temor de ser entregada a las autoridades venezolanas, inició una huelga de hambre en frente a la sede del Alto Comisionado de las Naciones Unidas para los Refugiados (ACNUR) en Bogotá. Al día siguiente levantó la huelga, después de que la cancillería de Colombia se comprometiera en responder a su solicitud y de recibir asistencia de ACNUR en Colombia.

## Vida personal
Briceño vivió en Villa del Rosario, en el estado Zulia, pero abandonó su casa por amenazas y al conocer que estaba siendo buscada por el gobierno venezolano. Para 2023, tenía al menos cinco años viviendo en Colombia. En Cúcuta, continuó recibiendo amenazas telefónicas, antes de trasladarse posteriormente a Bogotá.